# Melbourne Outdoor 1983
Il Melbourne Outdoor 1983 è stato un torneo di tennis giocato sull'erba. È stata la 1ª edizione del Melbourne Outdoor, che fa parte del Volvo Grand Prix 1983. Si è giocato a Melbourne in Australia dal 26 dicembre 1983 al 3 gennaio 1984.

## Campioni

### Singolare maschile
Pat Cash ha battuto in finale  Rod Frawley con il punteggio di 6–4, 7–6

### Doppio maschile
- Doppio non disputato